# عادل عبدالرحمن
عادل عبدالرحمن (انگلیسی: Adel Abdelrahman؛ زادهٔ ۱۱ دسامبر ۱۹۶۷) یک بازیکن فوتبال اهل مصر است.

## باشگاهی
از باشگاه‌هایی که در آن بازی کرده‌است می‌توان به باشگاه ورزشی الاهلی مصر اشاره کرد.

## تیم ملی
وی عضو تیم ملی فوتبال مصر در جام جهانی فوتبال ۱۹۹۰ بوده است.